# 高橋ひでつう
高橋 ひでつう（たかはし ひでつう）は、日本のホームパーティー研究家。ピクニック研究家 。テイクアウト研究家。一般社団法人日本ホームパーティー協会代表理事。京都精華大学 特任准教授や神戸市任命神戸創生委員などを歴任。クリエイティブ&サウンドユニットNORISHIROCKS代表。

## 来歴
20代から30代前半は雑誌編集者、音楽プロデューサーを経てDJとして海外を放浪。帰国後に広告や映像のクリエイティブディレクターを経て（以上著書より）2012年に一般社団法人日本ホームパーティー協会を設立。
ホームパーティーやピクニック、そして飲食店のテイクアウト文化などを研究し、ウォール・ストリート・ジャーナルや、テレビ東京の「ワールドビジネスサテライト」でも特集された。
京都精華大学では特任准教授を歴任 。学生、社会人の就職や転職のキャリア論を研究。京都市立芸術大学や福井県立大学、神戸電子専門学校、専門学校ESPミュージカルアカデミーなどで非常勤講師やゲスト授業を担当。クリエイティブと音楽制作のユニットNORISHIROCKSではDJやクリエイティブディレクターとして国内外のファッションブランドのパーティーを主に活動している。

## 著書
- 『人生に主導権を取り戻す90分の授業』高橋ひでつう 著（2016年1月、三才ブックス、ISBN 4861998581）
- 『絶望手帖』家入一真発案・絶望名言委員会編集（寄稿）（2016年4月、 青幻舎、ISBN 4861525128）

## 出演・取材・執筆

### テレビ番組
- テレビ東京　 ワールドビジネスサテライト[4]

### ラジオ番組
- TOKYO FM　TOKYO ON GOING[5]
- TOKYO FM　お父さんのためのハロウィンパーティー学[6]
- J-Wave　UR LIFESTYLE COLLEGE[7]

### 新聞・雑誌・Web
- ウォール・ストリート・ジャーナル [8]
- 日本経済新聞[9]
- 週刊東洋経済[10]
- macaroni[11]
- サンケイリビング新聞[12]
- ライフハッカー[13][14]
- ANGIE[15]
- Cazal[16]
- 家men[17]
- Women excite[18]
- AFFULUENT[19]
- 大人んサー[20]
- ぐるなび ippin[21]
- macaroni[22]
- ＠DIME[23]
- 読売新聞 大手小町[24]